# Paul Baccaglini
Paul Mario Baccaglini (Chicago, 31 gennaio 1984) è un personaggio televisivo e imprenditore statunitense naturalizzato italiano.

## Biografia
Cresciuto negli Stati Uniti, a Pittsburgh, da padre americano (Eric Frank) e madre italiana (Paola Baccaglini), terminate le scuole elementari, si è trasferito a Padova, città in cui abita la madre. Sempre a Padova ha frequentato le scuole medie, presso la Scuola Media G. Pascoli, e le superiori, presso il Liceo Scientifico Cornaro. Baccaglini ha giocato a basket, nel ruolo di guardia, inizialmente nel Petrarca Basket, per poi debuttare a livello agonistico nella Patavium, a Padova, di cui è stato anche capitano e dove ha svolto tutta la trafila giovanile fino all'approdo in B2 nel 2000-2001 per poi accasarsi all'Elvox in Serie B. Ha concluso la carriera agonistica nelle serie C1 e C2 con il Solesino.

### Carriera nello spettacolo
Lasciato lo sport, intraprende una carriera in radio, lavorando dapprima per Radio Padova in cui ha condotto il programma The Groove, quindi ha lavorato per quasi tre anni per RTL 102.5. Si è successivamente distinto in televisione per essere stato un inviato del programma televisivo Le Iene, in cui intervistava in maniera scherzosa ed ironica numerosi politici; è comparso anche su MTV nel programma condotto da Pif, Il testimone.

### Carriera nella finanza
Terminata  l'esperienza televisiva, Baccaglini si è interessato al mondo della finanza studiando i mercati finanziari e divenendo un trader. Ha dapprima gestito un proprio capitale e poi fondato il suo primo family fund. Ha successivamente creato il suo primo fondo commerciale, Keystone Group e il fondo Integritas Capital con due soci, uno britannico ed uno australiano, attraverso il quale ha firmato un precontratto per l'acquisto della società di calcio del Palermo, militante in Serie A. È parte del consiglio di amministrazione e segretario finanziario della Foundation International, una società americana che si occupa di progetti a sfondo umanitario a livello mondiale.

### Presidenza del Palermo
Il 6 marzo 2017 avviene la presentazione ufficiale alla stampa nella quale viene presentato il piano di acquisto: gli accordi con il suo predecessore Maurizio Zamparini comprendono il completamento dell'iter burocratico ad aprile dello stesso anno prima con l'acquisto del 100% delle quote azionarie e dunque il closing della trattativa entro fine mese, "closing" slittato al 31 maggio per problemi burocratici. La notizia viene riportata anche sul sito ufficiale della società finanziaria con annuncio da parte di uno dei soci fondatore dell'azienda, Paul Fleming.
Il 19 aprile, confermando il cronoprogramma da lui stesso stilato il giorno della presentazione ufficiale come nuovo presidente, indica tramite il sito ufficiale del Palermo Calcio la SPV (Special Purpose Vehicle) che acquisirà il 100% delle quote societarie entro fine mese: la società, registrata presso il Companies House (registro delle imprese britannico) per l'occasione il 14 giugno, si chiama YW & F Global Limited. Il 1º luglio Maurizio Zamparini rifiuta la sua offerta per l'acquisto del Palermo, ritenendola priva di sufficienti garanzie. Il 4 luglio si dimette dalla carica di presidente del Palermo.

### Vita privata
È stato legato sentimentalmente dal 2010 al 2018 alla modella Thais Souza Wiggers.